# Yzaguirre

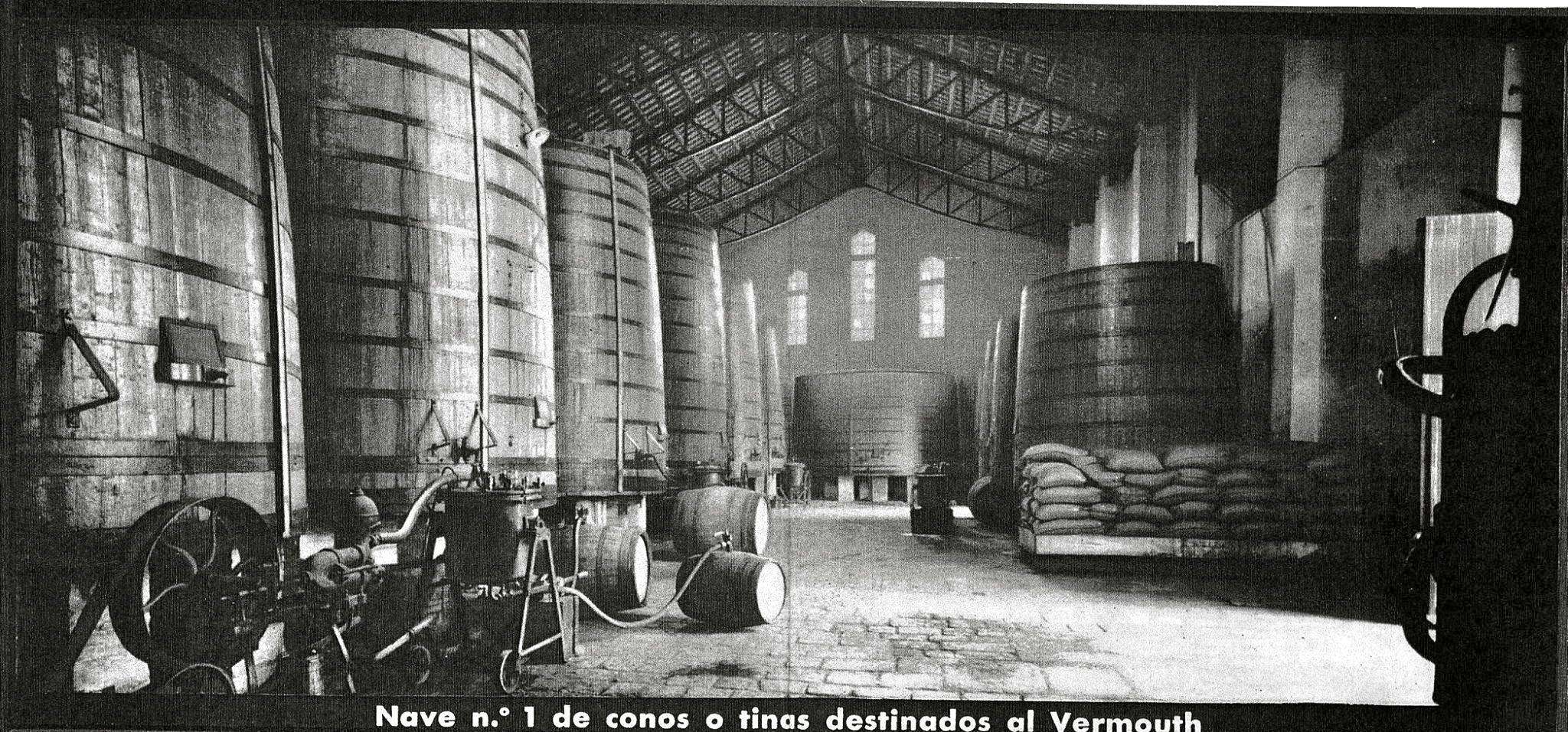
Magatzems de la casa Yzaguirre el 1917

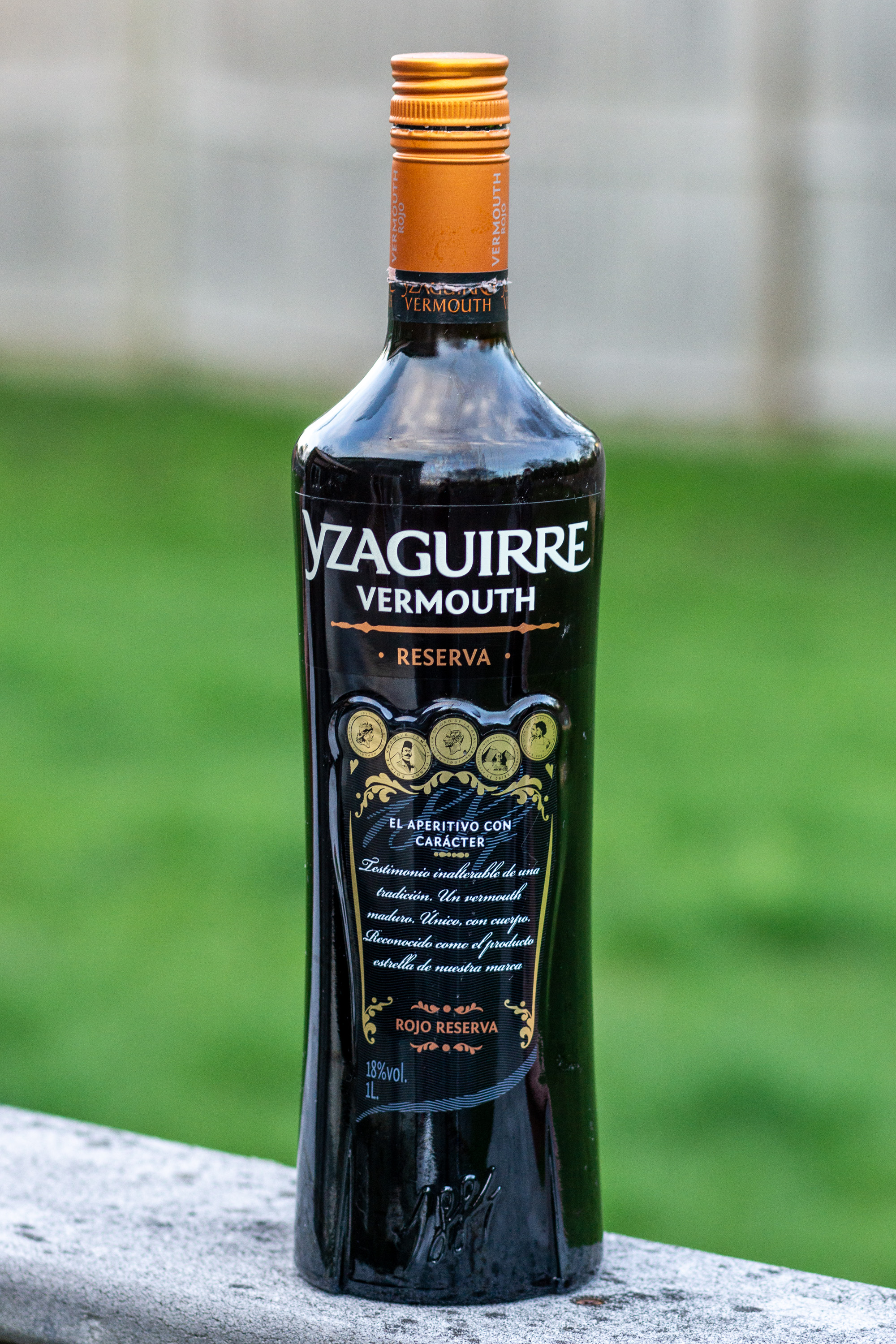
Yzaguirre vermut

Yzaguirre és una empresa familiar amb més de cent anys d'història, dedicada primer a l'elaboració de vins i després de vermuts a Catalunya. Va ser fundada el 1884 per Enric Yzaguirre Basterretxe amb el nom de "Bodegas E. Yzaguirre" i primer s'instal·là a Reus i molt de temps després, l'últim terç del segle xx, quan l'empresa va canviar de mans, al Morell, (Tarragonès). L'escut que apareixia en les seves etiquetes és el familiar, ja que Enric Yzaguirre provenia de família noble. El 1936 la casa Yzaguirre va ser col·lectivitzada i dirigida per un comitè de treballadors sota la protecció del Comitè Antifeixista de Reus. L'empresa va ser comprada el 1963 per la societat reusenca "Simó y Compañía", també dedicada a la fabricació de vermuts. Al desfer-se aquesta societat el 1983, "Simó y Compañía" va vendre les marques “Simó” i “Yzaguirre” a la família Salla del Morell, que continuarà comercialitzant els Vermuts Yzaguirre, recuperant el nom comercial i absorbint l'empresa "Simó" amb tots els seus productes, que també comercialitza. Yzaguirre destaca en l'actualitat per tenir una àmplia gamma de vermuts d'alta qualitat, especialment la gamma reserva; aquesta darrera pot arribar a una graduació de fins a 18% VOL al romandre durant un any en bótes de roure. Aquest procés ajuda a estabilitzar l'aroma i color de la barreja per a obtenir un resultat en boca d'un gust inicial molt alcohòlic, però amb bon equilibri amb l'acidesa.
El vermut Yzaguirre és molt conegut en tot el territori de l'estat espanyol, però des del 2002 l'empresa va començar a exportar els seus productes a l'estranger. En l'actualitat (2008) l'exportació suposa un 20% del total de les vendes, que es fan en 28 països.

## Varietats
- Rojo
- Blanco
- Rojo Reserva
- Blanco Reserva
- Dry Reserva